# 阿爾米斯

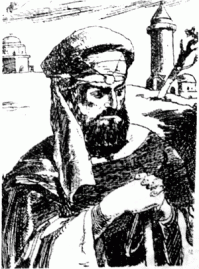

阿爾米斯（Almış，一译阿尔穆什，9世纪—10世纪），是九世纪末至十世纪初伏爾加保加利亞第一位穆斯林統治者（埃米爾）。
阿爾米斯是一個保加爾公國統治者的兒子，最初伏爾加保加利亞是可薩汗國屬國，他為所有保加爾人部落和公國的獨立和統一鬥爭，為了擺脱可薩人统治他派使者出使巴格達。922年，阿拔斯王朝的哈里發穆克台迪爾派出的使者伊本·法德蘭出現在保加爾市(也同時接受伊斯蘭教，阿爾米斯改教名賈法爾·本·阿卜杜拉)。
阿爾米斯在位時，伏爾加保加利亞發展至一個團結，強大和獨立的狀態。艾哈邁德·伊本·法德蘭提到他是薩卡里巴的王。